# Euquerio de Lyon
San Euquerio fue obispo de Lyon. Era un senador rico que se encerró en la soledad de Lero, cerca de las islas Lérins, de la cual fue llamado para encargarse del gobierno de la iglesia de Lyon en el año 434. Asistió al primer concilio de Orange el año 441 y murió en 454. 
Compuso un libro de la alabanza del desierto, dedicado a Hilario de Arlés, y un tratado del menosprecio del mundo, que tradujo al francés M. Arnaldo de Andilli. Estos dos tratados son excelentes; los siguientes son obra menor: 
- un tratado de las fórmulas espirituales dedicado a Verano
- otro de instrucciones sobre la escritura.

Los comentarios sobre el libro del Génesis y sobre los reyes no son suyos, así como la historia de la pasión de San Mauricio. Se ha perdido un compendio que había hecho de las obras de Casiano y algunas otras obras tocantes a la vida monástica, de que Genadio hace mención y homilías de las cuales habla San Mamerto; pero las que se le atribuyen no son suyas, ni tampoco de Eusebio de Emeso, sino de diferentes autores. 